# 木曽川祖父江緑地
木曽川祖父江緑地（きそがわそぶえりょくち）は、愛知県稲沢市祖父江町にある県営の都市公園（広域公園）。

## 概要
稲沢市西部に流れる木曽川の左岸にある祖父江砂丘（河畔砂丘）、その一部を利用し1986年（昭和61年）に開設された公園で、面積は5.7ha。
隣接する市営祖父江ワイルドネイチャー緑地および国営木曽三川公園ワイルドネイチャープラザと合わせて「サリオパーク祖父江」の愛称で呼ばれる。愛称にあるサリオとは砂の音読みであるサとポルトガル語で川を意味するRio（リオ）を合わせたもので、公募の中から決定された。
園内には複数の広場のほか、テニスコートや屋外プールといったスポーツ施設、バーベキュー場などの施設を備えており、指定管理者の岩間造園が管理・運営を行っている。また、毎年10月に開催される「稲沢サンドフェスタ」の会場となり、賑わいを見せる。

## 施設

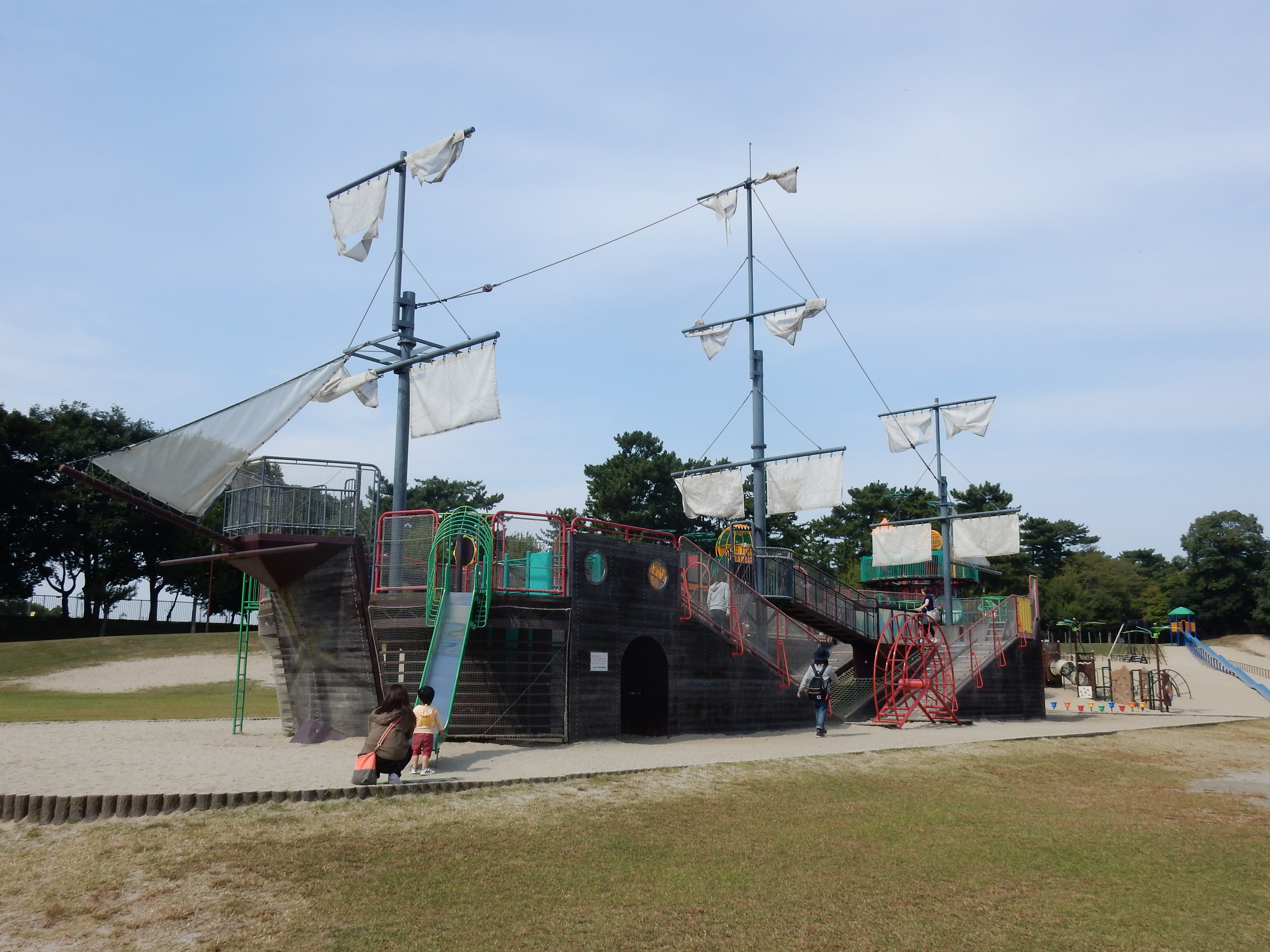
アドベンチャー号

- 冒険広場
  - ローラー滑り台
  - アドベンチャー号
- トリム広場
- テニスコート：3面（有料）
- 屋外プール（夏季のみ）
- バーベキュー場
- 管理棟
- 多目的広場
- ちびっこ広場
- 展望広場

## 交通アクセス
- 名鉄尾西線 森上駅から車で約10分[4]。